# Катерина де Браганса
Катерина де Браганса (на португалски: Catarina, Катарина, на английски: Catherine, Катрин, 25 ноември 1638 – 31 декември 1705) е португалска инфанта от династията Браганса и кралица на Англия, Шотландия и Ирландия като съпруга на крал Чарлз II.

## Произход и ранни години
Родена е във Вила Висоза на 25 ноември 1638 г. Дъщеря е на португалския крал Жуау IV (тогава херцог на Браганса) и Луиза де Гусман.
Катерина получава строго католическо образование, под прекия надзор на майка си. След отделянето на Португалия от Хабсбургската империя и възкачването на баща ѝ на португалския престол, ръката на Катерина няколко пъти е искана от Дон Хуан Австрийски, Франсоа дьо Вендом, Луи XIV и Чарлз II. След Пиренейския договор от 1659 г., когато Франция се отчуждава от Португалия, в Англия започват да гледат на Катерина и като на полезен инструмент за укрепване на съюза с Португалия. След реставрацията на Стюартите през 1660 г. и възцаряването на Чарлз II, майката на Катерина започва преговори със съветниците на английския крал и на 23 юни 1661 г. е подписан предбрачният договор между двете страни.

## Кралица на Англия
Първоначално Катерина е омъжена символично за Чарлз II на специална церемония в Лисабон на 23 април 1662 г. След пристигането на инфантата в Портсмът на 14 май 1662 г. двойката официално е венчана на две церемонии – едната, извършена тайно по католически обред, и една официална церемония по англикански обред на 21 май. Според предбрачния договор Англия получава като зестра от Португалия пристанищните градове Танжер и Бомбай, които по-късно стават опорни пунктове за британската колонизация на Северна Африка и Индия.
Бракът на английския крал с португалската инфанта не е посрещнат добре от английската общественост поради католическата вяра на младоженката, която дори не е коронясана като кралица. Катррина среща големи трудности при преодоляването на езиковата бариера, изневерите на съпруга си и честите конфликти между англикани и католици. С времето обаче нейното благоприличие, лоялност и привързаност към Чарлз II променят отношението на обществото към нея.
Катерина обаче не успява да роди на краля деца, въпреки няколкото си бременности, завършили с аборт. Поради това кралицата се чувства неудобно, като се има предвид, че кралят продължава да се сдобива с незаконни деца от своите любовници. Въпреки това Чарлз II се отнася с уважение към съпругата си, не спира да я подкрепя и застава на нейна страна, когато собствените му любовници не ѝ засвидетелстват подобаващо уважение. Кралят категорично отхвърля и идеята да се разведе с Катерина, за да осигури протестантски наследник на короната, въпреки постоянни натиск за това от страна на Парламента.
Тъй като е известно, че кралицата продължава да изповядва католицизма, въпреки привързаността ѝ към краля, Катерина става мишена на антикатолическите чувства в страната. През 1678 г. тя е обвинена, че е съпричастна към убийството на сър Едмънд Готфри, който уж е убит от нейни хора. През ноември Катерина е обвинена от Тит Оутс, че е организирала т. нар. „Папистки заговор“ за отравянето на краля. Въпреки че става ясно, че доказателствата срещу кралицата са изфабрикувани, Камарата на общините предявява искане кралицата да бъде изгонена от Уайтхол. През 1679 г. кралят категорично застава на страната на съпругата си срещу инсинуациите.
По време на последното боледуване на Чарлз II през 1685 г. Катерина е загрижена за връщането на краля в лоното на католицизма, а след смъртта му скърби дълбоко. По-късно същата година Катерина неуспешно се застъпва пред Джеймс II в защита на Джеймс Скот, херцог Монмът, незаконен син на съпруга ѝ и водач на Монмътското въстание.

## Последни години
По време на управлението на Джеймс II, свалянето му от Славната революция и възкачването на престола на Уилям и Мери (Мария II Стюарт и Вилхелм Орански), Катерина остава в Англия, пребивавайки в Съмърсет Хаус. Въпреки добрите отношения на бившата кралица с кралското семейство, позициите ѝ в двора продължават да отслабват поради католическата ѝ вяра, което довежда до постепенната изолация на Катерина. Освен това парламентът гласува за намаляване на броя на католическата прислуга на бившата кралица и я предупреждава да не участва в агитации срещу властта. Най-накрая през март 1692 г. Катерина де Браганса се завръща в Португалия, където се грижи и става ментор на своя племенник Жуау, бъдещия Жуау V, чиято майка починала.
Бившата английска кралица подкрепя договора между Англия и Португалия от 1703 г. и управлява като регент на брат си Педру II през 1701, 1703 – 1705.
Катерина умира на 31 декември 1705 в лисабонския дворец Бемпоща и е погребана в манастира на „Св. Херонимо“ в Лисабон.

## Любопитно
Катерина де Браганса популяризира в Англия пиенето на чай между 16:00 и 17:00 - обичай, който по това време е по-популярен сред португалската аристокрация. Чаят е внесен за първи път в Португалия от португалските владения в Азия, както и чрез търговията, която португалците осъществяват с Китай и Япония. Според някои твърдения на управителя на музея на Браганса, освен „пиенето на чай“ кралица Катерина въвежда употребата на вилицата на английските трапези.
Въпреки твърденията, че нюйоркският квартал Куинс е наречен така в чест на Катерина де Браганса, името на кралицата не се споменава в нито един от 200-годишните документи, които се съхраняват в градския архив. Поради твърденията, че семейството на кралицата е спечелило значително богатство от търговията с африкански роби, нейната 10-метрова статуя в Куинс е унищожена от местни афроамериканци и потомци на ирландски заселници. Умален размер на тази статуя е поставен в Лисабон по време на Експо 98.